# Markéta Gregorová

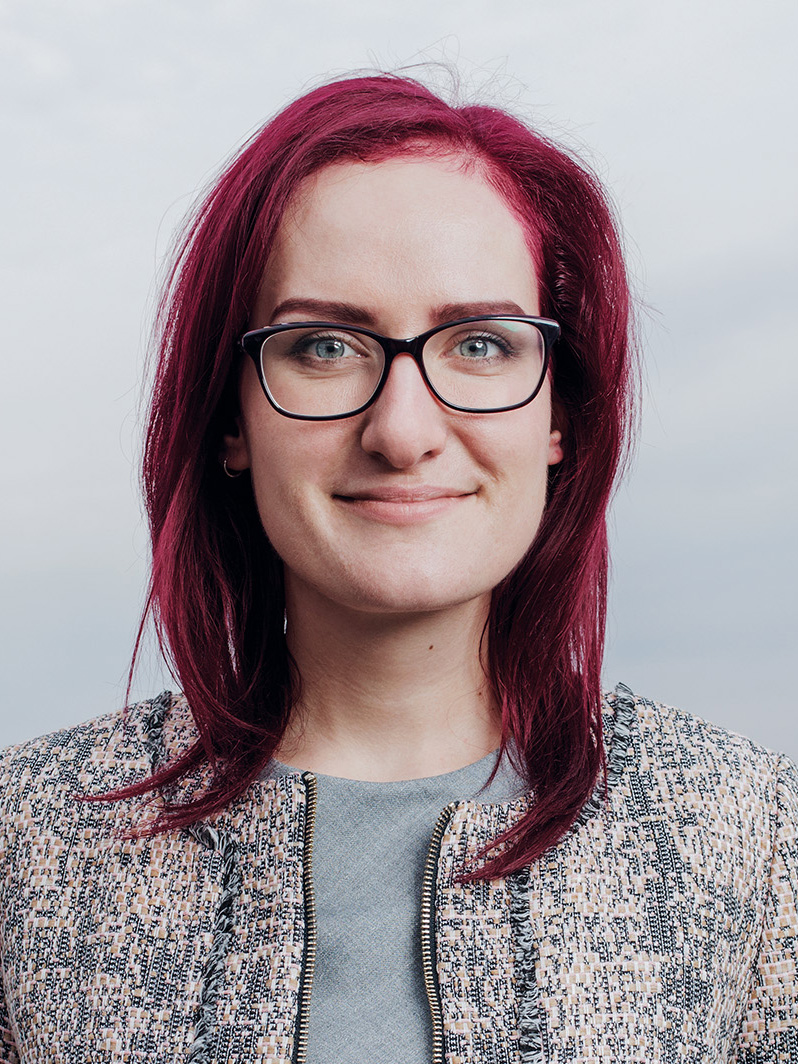
Markéta Gregorová, 2019

Markéta Gregorová (nascida em 14 de janeiro de 1993 em Most ) é uma activista checa, membro do Partido Pirata Checo eleita Membro do Parlamento Europeu nas eleições de 2019 . Gregorová é Vice-Presidente da Delegação à Assembleia Parlamentar Euronest, Membro da Comissão do Comércio Internacional e da Comissão Especial sobre Interferência Externa em todos os Processos Democráticos na União Europeia, incluindo a Desinformação.

## Carreira

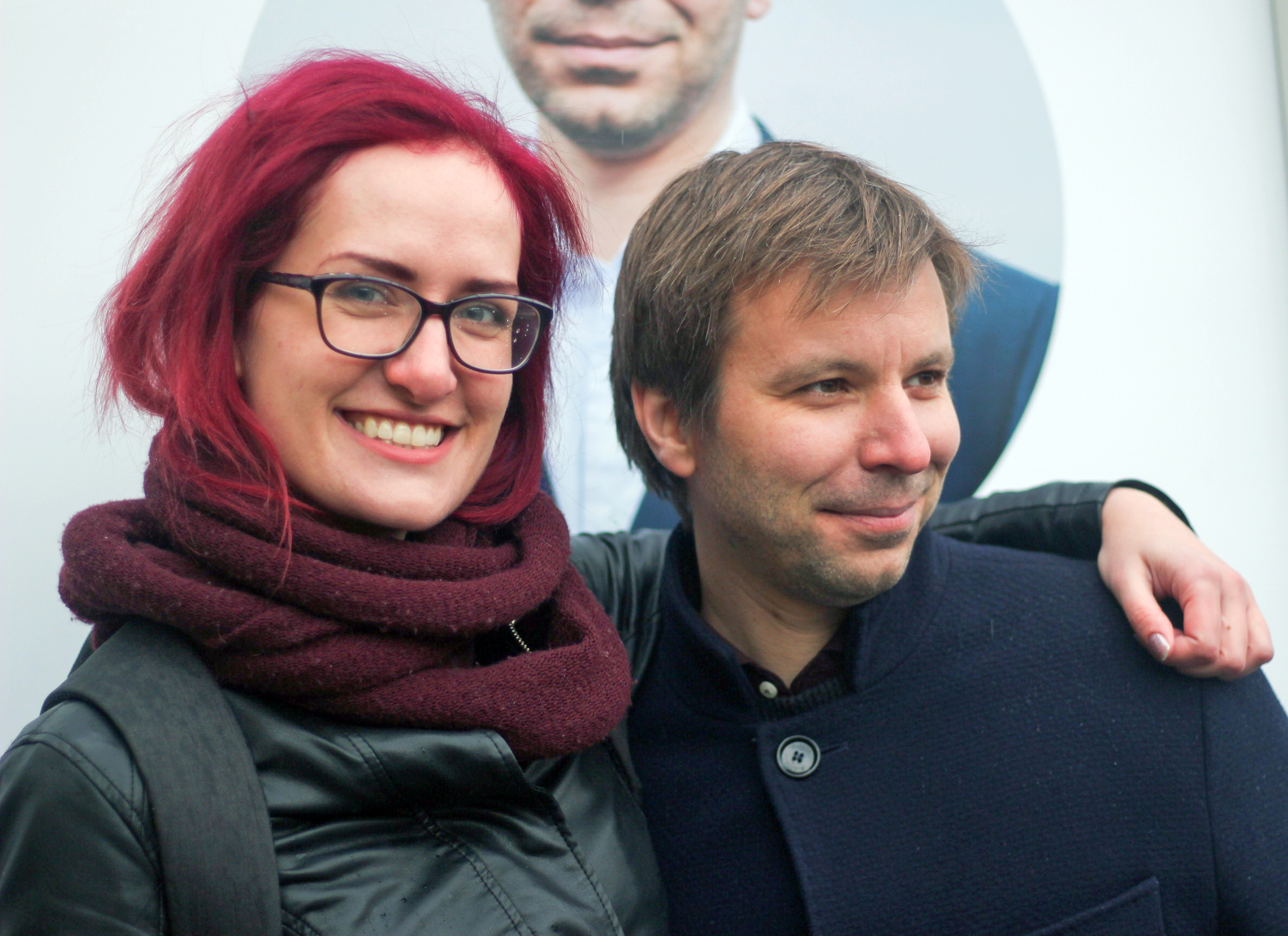
Gregorová com Marcel Kolaja na campanha para as eleições europeias 2019

Gregorová foi a terceira candidata nas eleições de 2014 para o Parlamento Europeu na República Checa, mas não foi eleito. Ela era a presidente do Partido Pirata Europeu desde dezembro de 2018.

## Parlamento Europeu

### Eleição
Gregorová co-criou o programa eleitoral comum de 2019 para os partidos piratas europeus, que foi assinado em Luxemburgo em fevereiro. Como segunda candidata às eleições para o Parlamento Europeu de 2019 na República Checa ela foi eleita deputada ao Parlamento Europeu . Gregorová é Vice-Presidente da Delegação à Assembleia Parlamentar Euronest, Membro da Comissão do Comércio Internacional e da Comissão Especial sobre Interferência Externa em todos os Processos Democráticos na União Europeia, incluindo a Desinformação.
Entre as suas prioridades estão a transparência nas negociações dos acordos de livre comércio da União Europeia, como a Parceria Transatlântica de Comércio e Investimento (TTIP), e o envolvimento da UE nas vendas internacionais de armas para zonas de guerra.